# Svenska Ishockeyförbundet

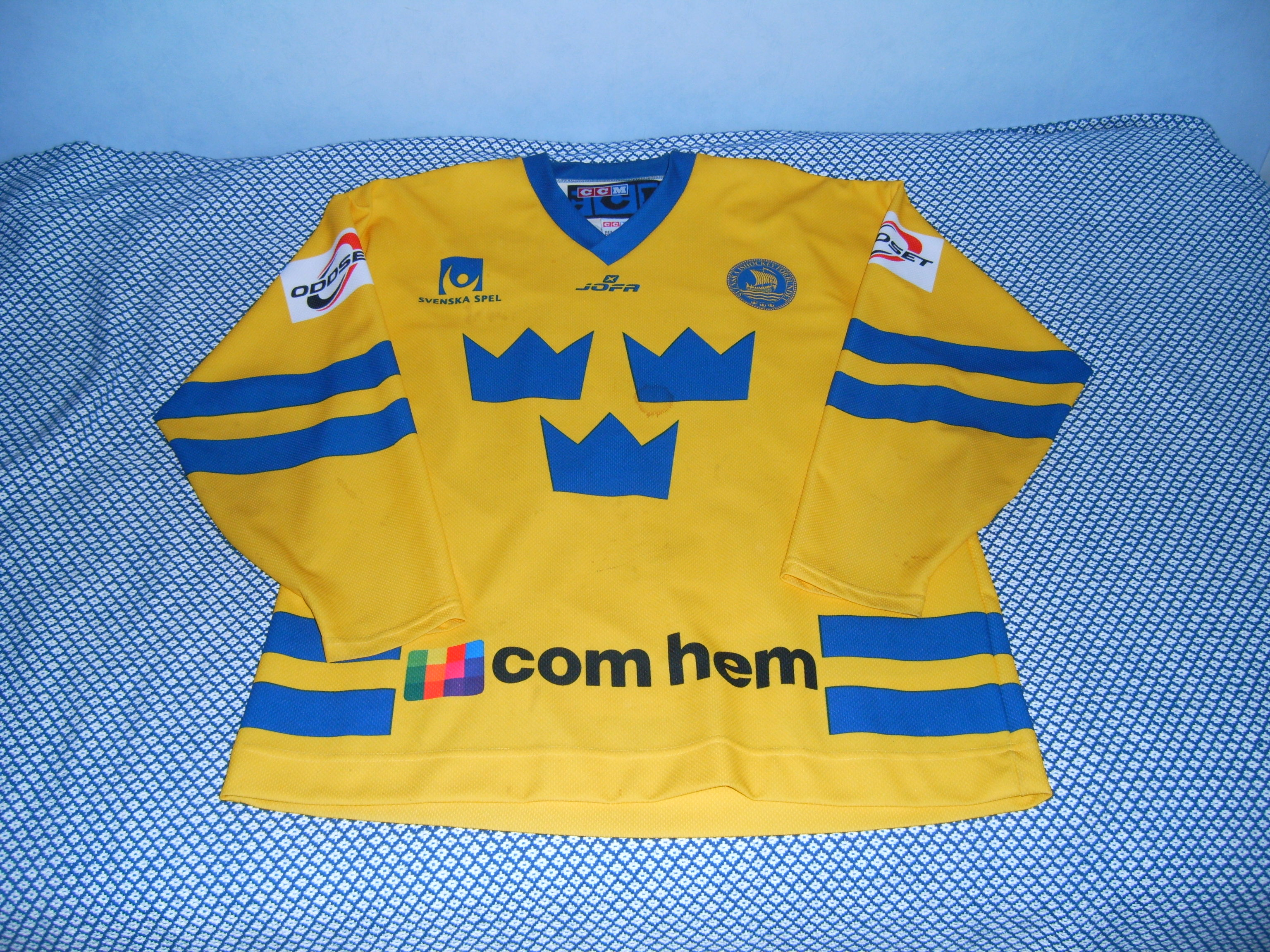
Matchtröjan som svenska landslag använder med reklam ..

Svenska Ishockeyförbundet (SIF) är en sammanslutning av svenska idrottsklubbar med ishockey på programmet. Förbundet bildades 17 november 1922 i Stockholm av representanter för sju föreningar, och har varit medlem i Riksidrottsförbundet och International Ice Hockey Federation (IIHF) sedan starten. Ishockey började spelas i Sverige redan 1920, men de två första åren administrerades ishockey i Sverige av Svenska Fotbollförbundet. Sverige hade då varit medlem i IIHF sedan 23 mars 1912. Under 2021 hade förbundet 67 247 registrerade spelare och domare samt 386 anslutna föreningar. Förbundet har 598 föreningar och 2406 lag i landet. Även inlinehockey sorterar under Svenska Ishockeyförbundet.
Svenska Ishockeyförbundet utsågs 1992 och 2006 till "årets idrottsförbund" av Sveriges centralförening för idrottens främjande. Förbundet ger ut tidskriften Hockey, som utkommer en gång per månad.
17 november 2022 firade förbundet 100-årsjubileum med Tidernas hockeygala i Globen.

## Distriktsindelning
Verksamheten inom SIF är uppdelat på fyra olika regioner (Syd, Väst, Öst och Norr) och totalt 22 distrikt. Distrikten motsvarar i grova drag de (25) svenska landskapen, men med vissa skillnader. Bohuslän och Dalsland är sålunda inordnade i ett enda distrikt, medan Öland inordnats under Småland. Göteborg och Stockholm har egna distrikt, och Härjedalen och Jämtland är hopslagna till ett distrikt. Närke och delar av Västmanland ingår i distriktet med namnet Örebro län.
Den här distriktsindelningen är grund för de lag som deltar i den årliga ungdomsturneringen TV-pucken. I TV-pucken har dock vissa distrikt slagits samman eller delats upp ytterligare (åtminstone vissa år).
| Region Syd    | Region Väst | Region Öst   | Region Norr         |
| ------------- | ----------- | ------------ | ------------------- |
| Blekinge      | Dalarna     | Gotland      | Jämtland/Härjedalen |
| Bohuslän/Dal  | Gästrikland | Stockholm    | Medelpad            |
| Göteborg      | Hälsingland | Södermanland | Norrbotten          |
| Skåne         | Värmland    | Uppland      | Västerbotten        |
| Småland       | Västmanland |              | Ångermanland        |
| Västergötland | Örebro län  |              |                     |
| Östergötland  |             |              |                     |

## Ordförande
Svenska Ishockeyförbundet har haft följande ordföranden:
- 1922–1924: Isaac Westergren
- 1924–1948: Anton Johanson
- 1948–1973: Helge Berglund
- 1973–1978: Ove Rainer
- 1978–1983: Arne Grunander
- 1983–2002: Rickard Fagerlund
- 2002–2004: Kjell Gustav Nilsson
- 2004–2015: Christer Englund
- 2015–: Anders Larsson